# Gnetum costatum
Gnetum costatum är en kärlväxtart som beskrevs av Karl Moritz Schumann. Gnetum costatum ingår i släktet Gnetum och familjen Gnetaceae. Inga underarter finns listade i Catalogue of Life.